# Thyridanthrax andrewsi
Thyridanthrax andrewsi är en tvåvingeart som först beskrevs av Hall 1970.  Thyridanthrax andrewsi ingår i släktet Thyridanthrax och familjen svävflugor. Inga underarter finns listade i Catalogue of Life.